# Mauro Edgardo Mantovani
Mauro Mantovani (* 15. September 1963 in St. Gallen) ist ein Schweizer Historiker und Strategieexperte.

## Leben
Mauro (Edgardo) Mantovani besuchte Schulen in Wittenbach und St. Gallen. Nach der Matura Typus A in St. Gallen 1981 studierte er Allgemeine Geschichte und Germanistik an der Universität Zürich, wo er 1987 mit einem Lizenziat graduierte (lic. phil. I). 1989 wurde er bei Peter Frei an der Universität Zürich mit der Dissertation Bellum iustum. Die Idee des gerechten Krieges in der römischen Kaiserzeit zum Dr. phil. I promoviert. Von 1988 bis 1991 assistierte er bei Stefan Sonderegger am Deutschen Seminar der Universität Zürich, und von 1991 bis 1996 war er wissenschaftlicher Mitarbeiter und Oberassistent bei Kurt R. Spillmann an der Forschungsstelle für Sicherheitspolitik der ETH Zürich. Jeweils einjährige Studienaufenthalte führten ihn an die Universitäten Leiden (NL) und Cambridge (UK) sowie nach Washington, D.C., wo er 1999 sein zweites Buchprojekt zum Thema Schweizerische Sicherheitspolitik im kalten Krieg 1947–1963. Zwischen angelsächsischem Containment und Neutralitäts-Doktrin abschloss.
Anschliessend trat Mantovani in den Dienst des Eidgenössischen Militärdepartementes (EMD) (heute Eidgenössisches Departement für Verteidigung, Bevölkerungsschutz und Sport, VBS) ein, zunächst in der Direktion für Sicherheitspolitik (Rüstungskontrollpolitik), dann im Strategischen Nachrichtendienst (Auswertung). Von 2009 bis 2024 war er Dozent für Strategische Studien und Leiter des Department of Strategic Studies an der Militärakademie an der ETH Zürich und ebenda Chef Forschung und Lehre von 2017 bis 2021. Von 2011 bis 2017 war Mantovani zudem Präsident des Bibliographical Committee der International Commission of Military History (ICMH) sowie Chefredaktor der International Bibliography of Military History und besuchte 2013 den Senior Course am NATO Defense College in Rom. Zwischen 2011 und 2023 verfasste Mantovani zahlreiche Leitartikel zu geostrategischen Fragestellungen für die Wochenzeitung Finanz und Wirtschaft, trat regelmässig zu Ereignissen von tagespolitischer Aktualität in den elektronischen Medien auf und hielt öffentliche Vorträge. 2024 erschien sein jüngstes Werk Die Schweizer Armee im Zeitalter der Illusionen, 1990–2023. Schrittweiser Niedergang der Verteidigungsfähigkeit.
Mantovani ist Mitglied des International Institute for Strategic Studies (IISS), der Schweizerischen Gesellschaft für Geschichte (SGG), der Forschungsloge Quatuor Coronati (QC) und der Forschungsgruppe Alpina (GRA) sowie der Clausewitz-Gesellschaft.

## Schriften (Auswahl)
- Bellum iustum. Die Idee des gerechten Krieges in der römischen Kaiserzeit (= Werk und Geist der Zeiten. Bd. 77). Peter Lang, Bern u. a. 1990, ISBN 3-261-04222-2 (Dissertation Univ. Zürich, 1989), 149 S.
- Nato-Mitglied Schweiz? Voraussetzungen und Folgen einer sicherheitspolitischen Integration der Schweiz (= Zürcher Beiträge für Sicherheitspolitik und Konfliktanalyse. Nr. 33). Zürich 1994, ISBN 3-905641-35-6.
- Schweizerische Sicherheitspolitik im kalten Krieg 1947–1963. Zwischen angelsächsischem Containment und Neutralitäts-Doktrin. Orell Füssli, Zürich 1999, ISBN 978-3-280-02813-1 bzw. -2, 367 S.
- Another ‘special relationship’: The British-Swiss early cold war coordination of defence (1947–1953). In: Diplomacy & Statecraft. 10/1, März 1999, S. 127–146, DOI:10.1080/0959229.99.08406112.
- Der «Volksaufstand»: Vorstellungen und Vorbereitungen der Schweiz im 19. und 20. Jahrhundert. In: Military Power Revue der Schweizer Armee. Nr. 1/2012, S. 52–60.
- NATO und Sicherheitspolitik. In: Historisches Lexikon der Schweiz. Bde. 17 bzw. 18.
- mit Daniel Rickenbacher: Crimea going East – A Clash of Great Power Strategies. In: The Military Law and the Law of War Review. Brüssel, 13. Dezember 2014, S. 45–68, DOI:10.4337/mllwr.2014.01.08.
- mit Gunther Hauser: Austria and Switzerland. In: The Handbook of European Defence Policies & Armed Forces. Hrsg. Hugo Meijer et al., Kap. 10, Oxford (OUP) 2018, S. 197–213, DOI:10.1093/oso/9780198790501.003.0011.
- mit Marcel Berni: Visualizing strategy: a conceptual framework for the analysis and teaching of the conduct of war. In: Defence Studies. 14. August 2020, DOI:10.1080/14702436.2020.1807339.
- Die Zukunft der NATO aus politikwissenschaftlicher Sicht. Wiener Strategiekonferenz 2019. Strategie neu denken. Hrsg. von Wolfgang Peischel. Carola Hartmann Miles-Verlag, Wien 2021, S. 488–492.
- mit Ralf Müllhaupt: Analysing armed forces transformation: methodology and visualization. In: Defense & Security Analysis. 37:3, 22. August 2021, S. 364–380, DOI:10.1080/14751798.2021.1959731.
- mit Michel Wyss: «Schwerpunkt» and the «center of gravity» in comparative perspective: From Clausewitz to JP 5-0. In: Journal of Strategic Studies. 14. Mai 2024, DOI:10.1080/01402390.2024.2349643.
- Clausewitz: Philosophical Characterization and Methodology of Thought. In: Strategy and the Military. A Propaedeutic Approach to Military Science. Hrsg. Wolfgang Peischel. Carola Hartmann Miles-Verlag, Berlin 2023, S. 75–82, ISBN 978-3-96776-062-0.
- Die Schweizer Armee im Zeitalter der Illusionen, 1990–2023. Schrittweiser Niedergang der Verteidigungsfähigkeit. Schwabe, Basel 2024, ISBN 978-3-7965-5155-0 bzw. ISBN 978-3-7965-5156-7, 147 S.